# Communes de la wilaya de Saïda
Pour les autres communes, voir Liste des communes d'Algérie.
Liste des communes de la wilaya algérienne de Saïda par ordre alphabétique :

Les communes de la wilaya de Saïda selon leurs code ONS

- Aïn El Hadjar
- Aïn Sekhouna
- Aïn Soltane
- Doui Thabet
- El Hassasna
- Hounet
- Maamora
- Moulay Larbi
- Ouled Brahim
- Ouled Khaled
- Saïda
- Sidi Ahmed
- Sidi Amar
- Sidi Boubekeur
- Tircine
- Youb